# Eugene Oberst
Eugene George Oberst, detto Gene (Owensboro, 23 luglio 1901 – Cleveland, 30 maggio 1991), è stato un giavellottista, giocatore di football americano e allenatore di football americano statunitense.

## Palmarès

### Giochi olimpici
- Bronzo a Parigi 1924 nel lancio del giavellotto.